# Ruska Wieś (powiat węgorzewski)
Ruska Wieś (niem. Reussen, Antoniewo (1947)) – wieś w Polsce położona w województwie warmińsko-mazurskim, w powiecie węgorzewskim, w gminie Węgorzewo.
Wieś założona na początku XV wieku, w 1420 przeniesiona na prawo niemieckie. Od XVII wieku do 1945 wieś prywatna, często zmieniała właścicieli. W Ruskiej Wsi mieszkali polscy szlachcice z rodów Bronikowskich, Krasińskich i Ossolińskich.
W latach 1975–1998 miejscowość należała administracyjnie do województwa suwalskiego.
Zachowany dwór i pozostałości parku.